# Colomby de Gex
O Colomby de Gex é um cume da cordilheira do Jura no departamento francês de l'Ain que culmina a 1 688 m , e o 4º mais alto cimo desta cordilheira.

## Geografia
Este anticlinal encontra-se entre o Mont Rond, que fica no alto do colo da Faucille, e o colo do Crozet a sudoeste. As localidades mais próximas são Gex a 4 Km, e que é a capital do País de Gex, Mijoux a 5 km, e Lélex.

## Esqui
No Inverno a prática do esqui pode ser feita tanto a partir do colo da Faucille, que fica a uma dezena de km de Genebra e sobre a qual o Mont Rond tem uma grande vista panorâmica, ou a partir de Lélex na vertente oeste do Jura.